# Kepler-4
Kepler-4 es una estrella localizada aproximadamente a 1610 años luz de la Tierra en la constelación Draco. Tiene una temperatura parecida a la del Sol, pero es 1,55 veces más grande, 1,17 veces más masiva y con una edad de aproximadamente 6700 millones de años. Es en el campo de vista del telescopio espacial Kepler, una operación de la NASA propuesto a encontrar planetas parecidos a la Tierra. Kepler-4b, un planeta del tamaño de Neptuno que la orbita extremadamente cercana a su estrella, estuvo descubierto en su órbita y hecho público por el equipo Kepler por el 4 de enero de 2010. Kepler-4b era el primer descubrimiento por el telescopio Kepler, y su confirmación ayudó para demostrar la efectividad de la aeronave.